# Emir Tintiş
Emir Tintiş (* 12. Januar 2004 im Edirne) ist ein türkischer Fußballspieler, der seit 2022 beim Fatih Karagümrük SK unter Vertrag steht. Außerdem ist er türkischer Nachwuchsnationalspieler.

## Karriere

### Verein
Tintiş spielte in die Jugendvereine von Beşiktaş Istanbul, Edirne DSİspor und Galatasaray Istanbul. Da er bei Galatasaray kein Profivertrag bekommen hat, verließ er das Verein.
Am 14. Juni 2022 unterzeichnete er ein Vertrag bei Fatih Karagümrük SK. Sein Debüt gab Tintiş am 7. August 2022 bei einer 2:4-Niederlage gegen Alanyaspor.

### Nationalmannschaft
Zwischen 2018 und 2019 spielte für die Türkei U15. Von 2019 bis 2020 war er in der Türkei U17 aktiv. 2021 wechselte er in die Türkei U18.